# Timisjärvi
Timisjärvi är en sjö i Finland. Den ligger i kommunen Posio i landskapet Lappland, i den norra delen av landet, 700 km norr om huvudstaden Helsingfors. Timisjärvi ligger 251,1 meter över havet. Den är 8,4 meter djup. Arean är 1,79 kvadratkilometer och strandlinjen är 12,28 kilometer lång. Sjön  ingår i Kemi älvs huvudavrinningsområde. 